# 리마 증후군
리마 증후군(Lima Syndrome)은 인질범이 자신의 인질에게 정신적으로 동화되어 폭력성이 저하되는 이상현상을 일컫는 심리학 용어이다. 리마 증후군과 반대되는 현상으로는 스톡홀름 증후군(Stockholm Syndrome)이 있다.

## 현상의 유래
이 용어는 페루의 수도인 리마의 명칭을 딴 용어로, 이 현상은 1996년에 리마에서 일어난 주페루 일본 대사관 인질 사건에서 비롯되었다.
1996년 12월, 페루의 반정부 조직 '투팍 아마루 혁명운동(MRTA)'의 요원들은 일본 대사관을 검거하였다. 그들은 페루 정부군이 기습한 1997년 4월 22일까지 400여명의 인질들과 함께 지냈으며, 그들은 127일의 시간 동안 점차 인질들에게 동화되는 모습을 보였다. 그들은 점차 인질들이 가족들에게 편지를 보내는 것을 허용해 주었으며 그 외 인질들이 미사 의식을 개최하거나 의약품, 또는 의류를 반입하는 것 역시 허락했다. 시간이 지날수록 요원들은 인질들에게 자신들의 신상을 털어놓기도 하였다. 이 사건에서 발생한 현상을 심리학자들은 후에 '리마 증후군'이라 칭하였다.

## 예시 작품
- 영화감독 플로리안 헨켈 폰 도너스마르크의 영화 <타인의 삶>에서 동독의 비밀경찰 바즐러는 인질범이 인질에게 동화되는 리마 증후군의 현상을 보여준다.

- 조민호 감독의 영화 <강적>에서는 스톡홀름 증후군과 리마 증후군이 적절히 뒤섞여 나타난다.

- 그 외 리마 증후군을 볼 수 있는 영화로는 시드니 루멧 감독의 <뜨거운 오후> 등이 있다.

## 같이 보기
- 스톡홀름 증후군

## 참고
- 네이버 지식백과